# Kloster Margrethausen

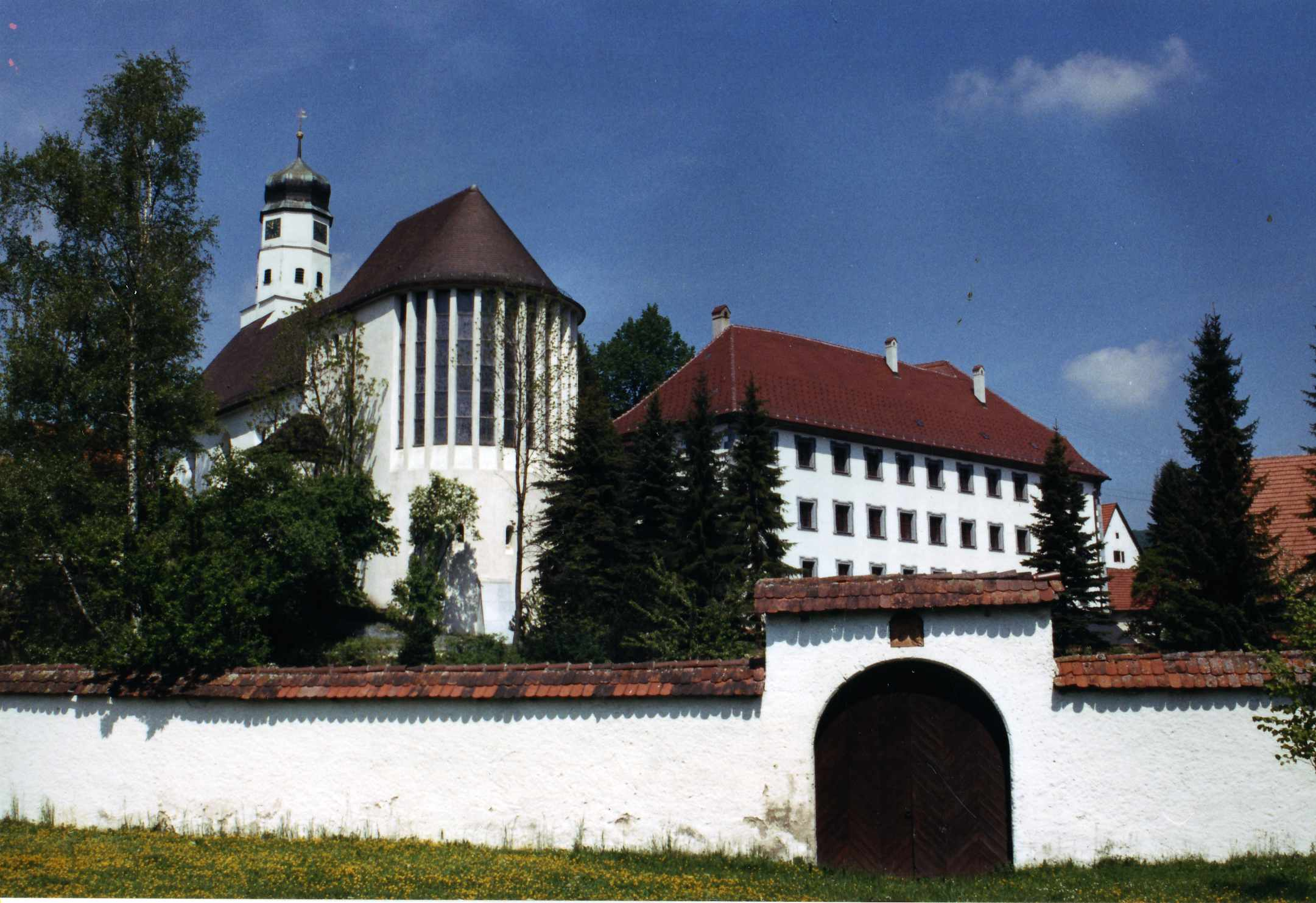
Der Klosterkomplex heute

Das Kloster Margrethausen ist ein ehemaliges Franziskanerinnen-Kloster in Margrethausen, heute ein Ortsteil von Albstadt in Baden-Württemberg.

## Geschichte
Nach chronikalischer Überlieferung wurde 1298 eine Schwesternsammlung in Margrethausen errichtet.
Das Kloster Margrethausen wurde im Jahr 1338 durch den Ortsherren Konrad von Tierberg als Franziskanerinnen-Kloster gestiftet und im Folgejahr eingerichtet. Andere Experten sehen in diesem Zusammenhang die Erbauer vom Heubelstein, die Herren von Hausen. Da die Herren von Tierberg erst um 1300 als Ortsherren von Margrethausen auftraten. Conrad von Tierberg stattete die kleine, 1339 wieder gegründete Klause mit Besitz und Gütern vor Ort aus, nahm sie in seinen Schutz und Schirm und befreite sie von allen Diensten. 1338/39, wird durch den Ortsherrn Konrad von Tierberg den Klausnerinnen ein an der Kirchmauer errichtetes Gebäude überlassen. 1339 erfolgte die Erlaubnis zum Bau eines Gangs von der Klause in den Chor der Kirche. Bald darauf konnte die Klause ihren Besitz noch mal wesentlich erweitern, indem sie von der Haiterbachlinie der Herren von Tierberg auf der Burg Meßstetten nacheinander eine Reihe von Meßstetter Hofgüter käuflich erwarben. Der Klosterbesitz umfasste fünf Meßstetter Lehenshöfe, 168 Jauchert Ackerland und 104 Mannswahd Wiesen. Damit war das Kloster bis hin zur Reformation der größte Meßstetter Grund- und Lehnsherr, besaß also mehr Areal als die reichlich ausgestattete Meßstetter Stiftskirche St Lamprecht mit den drei Altären oder die Kaplanei.
Bis ins 15. Jahrhundert hinein stand das Kloster unter der Schirmherrschaft der Herren von Tierberg. Hans Konrad von Tierberg verlangte die Bestrafung der Nonnen zu Margrethausen, weil sie sich mit den aufständischen Bauern auf eine Geldzahlung geeinigt haben.
Nach dem Aussterben der Familie ging die Herrschaft der „Frawen zu St. Margarethen Husen“ über diverse Familien auf die Familie derer von Stauffenberg über.
Im Dreißigjährigen Krieg wurde sowohl Dorf als auch Klosterkirche schwer zerstört. Die Pfarrei wurde aufgehoben und mit dem benachbarten Lautlingen vereinigt. Doch bereits 1707 wurde die Klosterkirche neu errichtet, 1723 erfolgte die Einweihung des Klosterneubaues, so dass das Klosterleben fortgesetzt werden konnte.
Im Laufe der Säkularisation ging die Herrschaft 1802 an Württemberg über, 1803 besetzte Napoleon das Land, 1805 erfolgte dann die Zuordnung zum württembergischen Amt Balingen. Das Kloster wurde 1811 aufgelöst, die Klostergebäude in der Folge als Schule, Lehrerwohnung und für die Ortsverwaltung genutzt. 1813 konnten die Meßstetter Lehensinhaber das Land der Klosterhöfe käuflich erwerben.

## Alte Klosterkirche
Abbruch 1824

### Apostelbilder
Im Bitz erhalten.

### Altäre, Orgel, Kanzel
Im Zuge der Profanierung wurden der Hochaltar, Altarblatt-Bild vom Erscheinungsfest, die beiden Seitenaltäre, die Orgel, die Kanzel und der Beichtstuhl aus dem Fonds säkularisierten Religionsgutes der neu geschaffenen Diözese Rottenburg-Stuttgart der neu errichteten Kirche in Ratshausen zugewiesen und sind dort erhalten.
Die beiden Seitenaltäre sind gute Arbeiten aus der zweiten Hälfte des 18. Jahrhunderts. Das Altarblatt-Bild von der Erscheinung der Heilige Drei Könige wurde im Jahr 1744 vom Minoriten P. Heinrich Werner, Spiritual des Klosters Margrethausen, geschaffen.

## Neue Klosterkirche

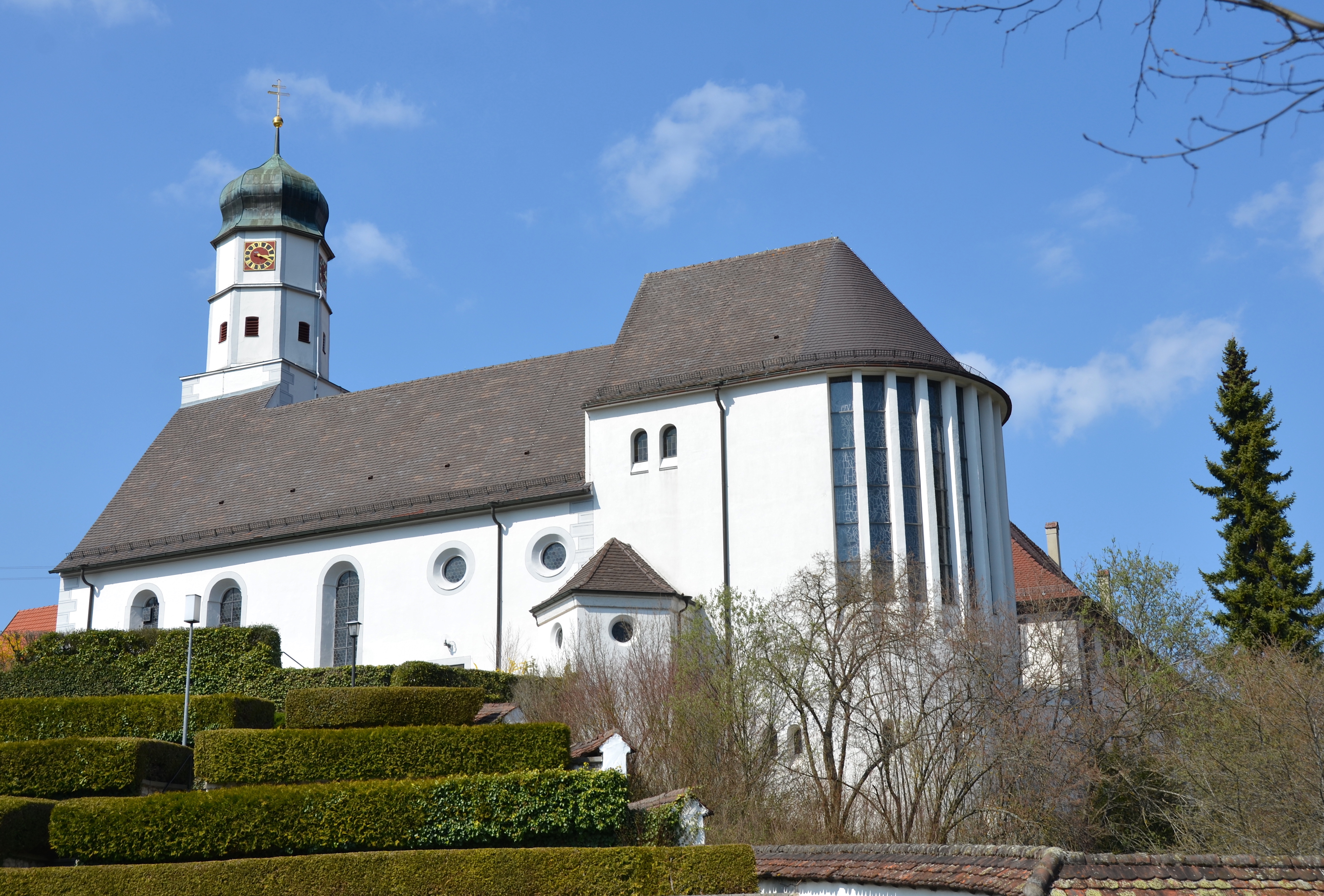
St. Margareta

Von Schwester Oberin Meisterin Franziska Müller 1723 erbaut. Die Kirche konnte bis auf den Chorraum erhalten werden.
Ausführung der Bauarbeiten: Baumeister Joseph Beer, gen. Bruder Ulrich (Franziskaner), Baumeister Georg Lieb Vandans
Die Orgel stammt von den Gebrüdern Späth aus dem Jahr 1968.

## Nonnenstube
Im lutherischen Ebingen stand den Klausnerinnen das Bürgerrecht zu. Die Abgaben waren 1 Pfd. 10 Hlr für das Burgrecht und 5 fl Schirmgeld an den Herzog von Württemberg. Dort gab es im Spital eine Nonnenstube der Schwestern. Das Ebinger Spital diente als Altersheim, Sozialstation, Waisenhaus und Darlehnskasse. Die Fürsorgetätigkeit des Spitals richtete sich vorwiegend auf Kinder. 1603 werden etliche Kinder aus der Stadt alle Tage zweimal im Spital gespeist. Zu der Versorgung gehörte nicht nur Essen und Trinken, sondern auch die ärztliche Betreuung. Für die geistige Betreuung dienten eine kleine Kapelle und ein eigener Kaplan. Es handelt sich dabei um den Heilig Geist Altar.
Das Sammeln von Beeren, Hagebutten, Schlehen, Wurzeln und insbesondere von Teepflanzen die bei Krankheit oft die einzige Hilfe bedeuteten. Die Vitaminversorgung war also in jener Zeit wohl besser als heute. Von Franziskanerinnen in Ebingen wird 1567 berichtet: Sie hätten die Kranken und Armen mit Essen und Trinken versorgt, Arzneien zubereitet und die Wunden der Pestkranken geätzt und verbunden.

## Klostergarten
In Margrethausen konnte die Mauer und das Tor des Klostergartens erhalten werden. Die örtliche Heilkräuterversorgung oblag einst den Klostergärten in Margrethausen, Ebingen, Meßstetten und Wannental.

## Heutige Nutzung
Von den ehemals vier Flügelbauten des Klosters ist heute nur noch der Ostflügel für kirchliche Zwecke verfügbar, der direkt an die Pfarrkirche stößt.
Der Westflügel beherbergt die Feuerlöschgeräte der Freiwilligen Feuerwehr.
Das Klostergebäude beherbergt auch eine Bildungsstätte mit drei mietbaren Räumen.

## Trivia
Der Roman Die Sünden der Äbtissin von Peter Thaddäus Lang beschreibt das Liebesleben und die Ermordung der Äbtissin des Klosters Margrethausen.